# IC 4335
IC 4335 је појединачна звијезда у сазвјежђу Ловачки пси која се налази на листи објеката дубоког неба у Индекс каталогу.
Деклинација објекта је + 33° 40' 24" а ректасцензија 13h 49m 45,1s.